# Île Piton
Die Île Piton (französisch für Bergspitzeninsel), auch bekannt als Piton Island, ist eine kleine und felsige Insel vor der Küste des ostantarktischen Adélielands. In der Gruppe der Curzon-Inseln liegt sie 160 m südwestlich der Île au Guano. 
Teilnehmer einer von 1949 bis 1951 dauernden französischen Antarktisexpedition nahmen eine Kartierung vor und benannten die Insel nach ihrer Erscheinung.